# Max Seydewitz

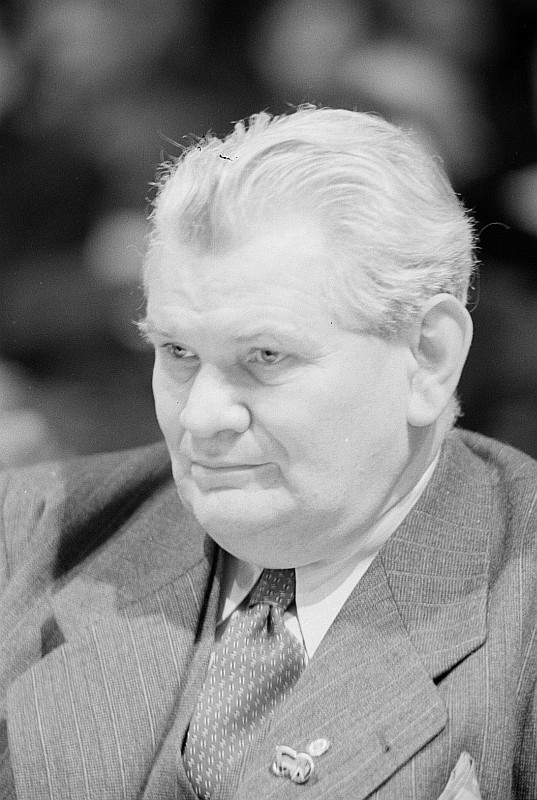
Max Seydewitz, 1951

Max Seydewitz (* 19. Dezember 1892 in Forst (Lausitz); † 8. Februar 1987 in Dresden) war ein deutscher Politiker (SPD, SAPD, SED). Er war von 1924 bis 1932 Mitglied des Reichstages, von 1947 bis 1952 Ministerpräsident von Sachsen und von 1949 bis zu seinem Tod Mitglied der Volkskammer der DDR. Von 1955 bis 1968 war er Generaldirektor der Staatlichen Kunstsammlungen Dresden.

## Leben
Nach einer Buchdruckerlehre schloss Seydewitz sich 1910 der SPD an. Nach der Wanderschaft ließ er sich 1913 als Schriftsetzer und später als Maschinensetzer in Reichenbach im Vogtland nieder. Ab 1915 war er mit Erna Seydewitz (geb. Hilbert; 1894–1948) verheiratet, mit der er drei Kinder hatte; die Ehe wurde aber wieder geschieden. Während des Ersten Weltkriegs schrieb er für das Sächsische Volksblatt, von 1918 bis 1920 arbeitete er als Redakteur der MSPD-Zeitung Volksblatt in Halle/Saale. Von 1920 bis 1931 fungierte er als Chefredakteur beim Sächsischen Volksblatt, einer zur Parteilinken tendierenden Tageszeitung in Zwickau. Dort wurde er 1921 Bezirksvorsitzender der Sozialistischen Arbeiter-Jugend (SAJ), zwei Jahre später Vorsitzender des SPD-Bezirksverbandes Zwickau-Plauen. Er vertrat orthodox marxistische Positionen und befürwortete eine Zusammenarbeit von SPD und KPD.
Seydewitz wurde 1924 als Vertreter des Wahlkreises Chemnitz-Zwickau in den Reichstag gewählt, dem er vier Legislaturperioden bis 1932 angehörte. Neben Paul Levi und Kurt Rosenfeld zählte er zu den Sprechern des linken Flügels der Parlamentsfraktion. Von 1927 bis 1932 fungierte er als Mitherausgeber des Klassenkampfes, des wichtigsten Organs der marxistischen Linken in der SPD, die sich gegen die regierende Große Koalition richtete. 1929 heiratete Max Seydewitz in zweiter Ehe Ruth Lewy, die seine politischen Vorstellungen teilte. 1931 wurde Seydewitz zusammen mit anderen Vertretern des linken Flügels nach Bruch der Fraktionsdisziplin aus der SPD ausgeschlossen, die Ausgeschlossenen konstituierten sich als Sozialistische Arbeiterpartei Deutschlands (SAPD), deren Ko-Vorsitzender Seydewitz gemeinsam mit Kurt Rosenfeld bis zu dessen Austritt im Frühjahr 1933 war. Innerhalb der SAPD kooperierte Seydewitz zunächst mit dem revolutionär-marxistischen Flügel um Fritz Sternberg, Paul Frölich und Jacob Walcher, um sich Ende 1932 wieder dem linkssozialdemokratisch-pazifistischen Flügel um Anna Siemsen anzunähern.
Nach der Machtübergabe an die Nationalsozialisten und dem Reichstagsbrand 1933 ging Seydewitz ins Exil. Stationen waren die Tschechoslowakei, die Niederlande, Norwegen und 1940 Schweden, wo er zunächst in Loka Brunn und acht Wochen in Längmora interniert war. Im Anschluss daran arbeitete er als Journalist in Stockholm, wurde Anfang 1942 erneut verhaftet und erhielt Lund als Zwangsaufenthalt angewiesen. Am 29. März 1934 wurde er durch die zweite Ausbürgerungsliste des Deutschen Reichs im Deutschen Reichsanzeiger ausgebürgert. In den Jahren ab 1933 begann eine Annäherung an die Kommunistische Partei Deutschlands (KPD), Max und Ruth Seydewitz galten seit Mitte der 1930er Jahre als KPD-U-Boote in linkssozialdemokratischen Exilgruppen wie den Revolutionären Sozialisten Deutschlands (RSD) um Siegfried Aufhäuser, ein Verdacht, der durch Seydewitz’ Verteidigung der Moskauer Prozesse bestärkt wurde. Seine Söhne Fridolin Seydewitz (1919–2016) und Horst Seydewitz (1915–1997) verbrachten mehrere Jahre im Arbeits- und Straflager an der Kolyma im Nordosten der Sowjetunion und kehrten erst am 5. März 1948 nach Dresden zurück.

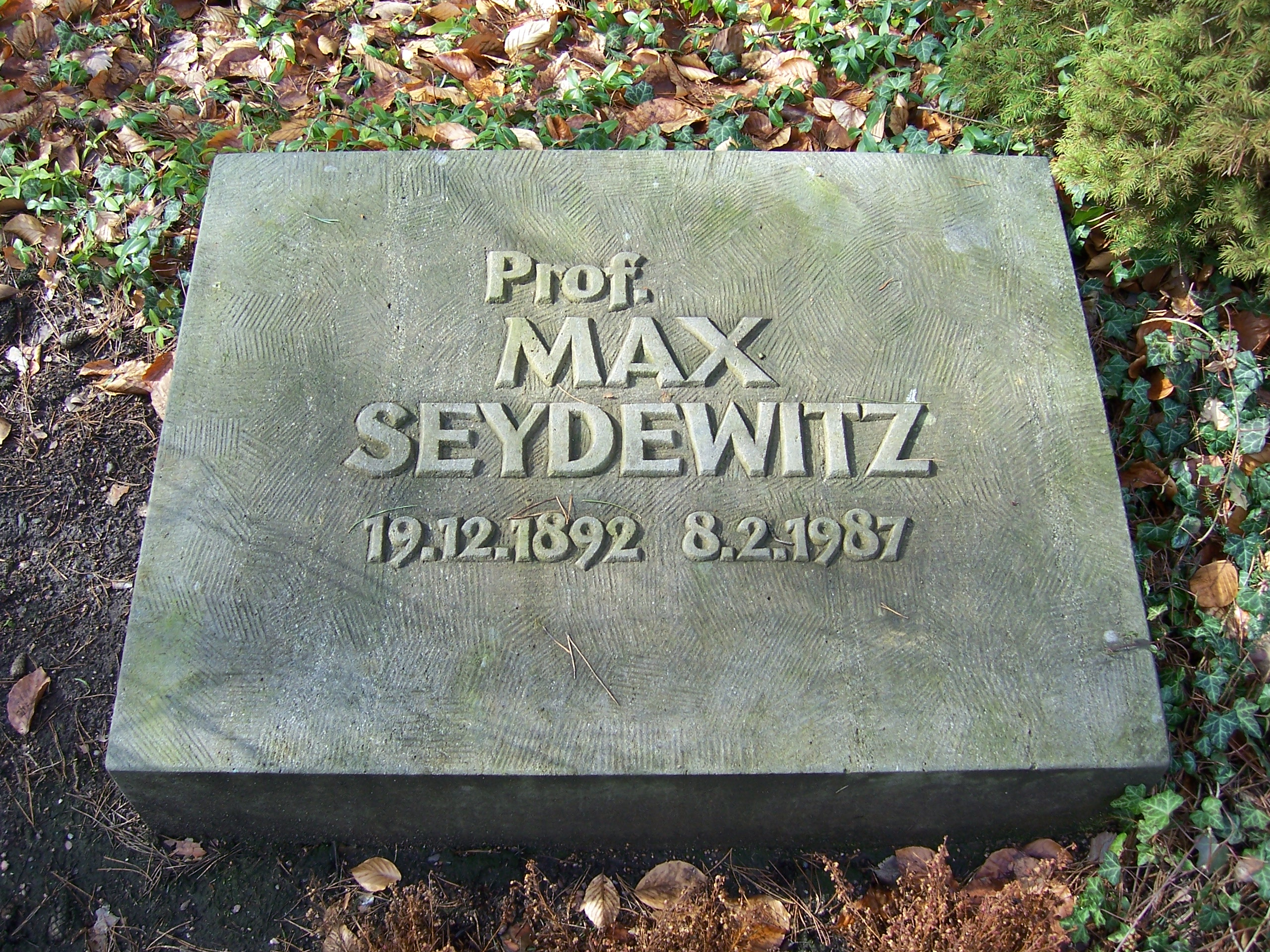
Grab von Max Seydewitz auf dem Dresdner Heidefriedhof

1945 kehrte Seydewitz nach Berlin zurück, wo er 1946 Mitglied der SED wurde, kurzzeitig war er Chefredakteur des SED-Theorieorgans Einheit, um dann 1946 bis 1947 den Intendantenposten beim Berliner Rundfunk zu übernehmen. 1947 wählte der Sächsische Landtag Seydewitz zum Ministerpräsidenten, 1947 bis 1949 war Seydewitz zusätzlich Mitglied des SED-Parteivorstandes und wurde 1950 Mitglied der Volkskammer. 1951 bis 1952 wurde Seydewitz im Rahmen einer innerparteilichen Kampagne gegen ehemalige SAPD-Mitglieder angegriffen und musste „Selbstkritik“ üben. Mit Auflösung der Länder 1952 verlor er das Amt als sächsischer Ministerpräsident, Mitglied der Volkskammer blieb er indes bis zu seinem Tod 1987. Von 1955 bis 1968 war Seydewitz Generaldirektor der Staatlichen Kunstsammlungen Dresden.
1955 veröffentlichte Seydewitz in Zeitungsartikeln und seinem Buch Die unbesiegbare Stadt die als „Noble-Legende“ bekannte, frei erfundene Behauptung, der Deutsch-Amerikaner Charles A. Noble habe von seiner Dresdner Villa San Remo aus die Luftangriffe auf Dresden gelenkt, womit er dessen Sohn John H. Noble und dessen Berichte über sieben Jahre Haft in sowjetischen Gefängnissen und im Gulag diskreditieren wollte.
Im Jahr 1960 wurde ihm durch das Ministerium für Kultur (DDR) der Professorentitel verliehen.

## Darstellung Seydewitz‘ in der bildenden Kunst der DDR
- Bert Heller: Bildnis Max Seydewitz (1965, Öl auf Hartfaser, 70 × 100 cm; Galerie Neue Meister Dresden)[4]

## Werke
- Die Krise des Kapitalismus und die Aufgabe der Arbeiterklasse. Verlag der Marxistischen Büchergemeinde, Berlin 1931.
- mit Kurt Doberer (Umschlagentwurf von John Heartfield): Todesstrahlen und andere neue Kriegswaffen. Malik-Verlag, London 1936, DNB 992851467.
- Stalin oder Trotzki? – Die UdSSR und der Trotzkismus. Eine zeitgeschichtliche Untersuchung. Malik-Verlag, London 1938.
- Die große Alternative. Eine zeitgeschichtliche Untersuchung. Malik-Verlag, London 1938.
- Hakenkreuz über Europa? Vannier, Paris 1939.
- Civil life in wartime Germany. The story of the home front. New York 1945.
- Es geht um Deutschland. Sachsen-Verlag, Dresden 1949. (gesammelte Rundfunkkommentare 1946–1947).
- Der Antisemitismus in der Bundesrepublik. Mit Ruth Seydewitz, Hrsg. Ausschuß für deutsche Einheit, Berlin 1956.
- Das Dresdener Galerie Buch: 400 Jahre Dresdener Gemäldegalerie, mit Ruth Seydewitz, Verlag der Kunst, Dresden 1957.
- Deutschland zwischen Oder und Rhein: Ein Beitr. zur neuesten dt. Geschichte. Kongress-Verlag, Berlin 1958.
- Zerstörung und Wiederaufbau von Dresden Berlin (Ost) 1955. (ab 3. Auflage: Die unbesiegbare Stadt).
- Die Dresdener Kunstschätze: Zur Geschichte d. Grünen Gewölbes u.d. anderen Dresdener Kunstsammlungen, mit Ruth Seydewitz, VEB Verlag der Kunst, Dresden 1960.
- Ruth und Max Seydewitz, Die Dame mit dem Hermelin: Der grösste Kunstraub aller Zeiten. Henschelverlag, Berlin (Ost) 1963.
- Ruth und Max Seydewitz, Der verschenkte Herkules – Geschichten um Bilder. Buchverlag Der Morgen, Berlin 1972.
- Es hat sich gelohnt zu leben. Lebenserinnerungen eines alten Arbeiterfunktionärs. Dietz Verlag, Berlin (Ost) 1976.
- Dresden, Musen und Menschen. Ein Beitrag zur Geschichte der Stadt, ihrer Kunst und Kultur. Buchverlag Der Morgen, Berlin, 1988.